# The Power and the Glory
The Power and the Glory (с англ. — «Власть и слава») — шестой студийный альбом британской прогрессив-рок-группы Gentle Giant, вышедший в 1974 году на лейбле Vertigo Records.
Вопреки расхожему мнению, название альбома и его многочисленные лирические темы не были вдохновлены одноимённым романом Грэма Грина, хотя Дерек Шульман был знаком с романом Грина. Гитарист Гэри Грин назвал этот альбом своим любимым альбомом группы.
Неопределенная концепция альбома была вынашена еще до записи. «В то время разразился Уотергейтский скандал», — вспоминает Дерек. «Проблемы Холодной войны достигли апогея. Концепция альбома основывалась на коррупции власти и на том, как люди снизу страдают от людей сверху. Деньги и власть победят, несмотря ни на что, а люди, которые надеются на лучшее, обычно не получат лучшего. Лейбл, на котором мы были в то время, WWA, был импринтом Vertigo. Vertigo была компанией, полностью принадлежащей Phonogram, которая является Polygram, которая теперь Universal, которая, вероятно, через неделю станет GE, которая довольно скоро станет правительством. Так что вот она, коррупция власти! Власть и слава! Снова! По сей день!».
Обложка, изображающая короля пик, взята из колоды «Prinz-Karte-402» 1926–1933 годов, нарисованной австрийским художником Гансом Принцем (1865–1925) и выпущенной немецкой компанией по производству игральных карт Bernhard Dondorf Gm.bH.

## Список композиций
Все треки написаны Кери Минниаром, Дереком Шульманом и Рэем Шульманом.
1. Proclamation — 6:48
2. So Sincere — 3:52
3. Aspirations — 4:41
4. Playing the Game — 6:46| Оценки критиков    | Оценки критиков |
| Источник           | Оценка          |
| ------------------ | --------------- |
| AllMusic           | [ 4 ]           |
| Sea of Tranquility | [ 5 ]           |
5. Cogs in Cogs — 3:08
6. No God’s A Man — 4:28
7. The Face — 4:12
8. Valedictory — 3:21
9. The Power and the Glory — 2:53 (бонусная запись, доступная лишь в некоторых редакциях)

## Участники записи
- Дерек Шульман — вокал (1, 2, 4-8), тенор-саксофон (2)
- Кери Минниар — Орган Хаммонда (1, 2, 4-6, 8), пианино (1, 2, 5-7), Minimoog (2, 4, 5, 8), клавинет (2, 4, 6, 7), электропианино (1, 3, 4), меллотрон и маримба (4), вибрафон (6), виолончель (2), вокал (2-4)
- Рей Шульман — бас-гитара, скрипка (2, 4, 7), электроскрипка (7), акустическая гитара (6), вокал (1, 6, 8)
- Гэри Грин — электрогитары (1, 2, 4-8), акустические гитары (3, 4, 6), вокал (1, 6, 8)
- Джон Уэзерс — барабаны, тамбурин (2, 5, 7), бубенцы (6), вокал (6)